# ꭔ
Cette page contient des caractères spéciaux ou non latins. S’ils s’affichent mal (▯, ?, etc.), consultez la page d’aide Unicode.
ꭔ (uniquement en minuscule), appelé chi rond inférieur droit, est une lettre additionnelle de l’alphabet latin qui est utilisée dans la transcription phonétique de dialectologie allemande Teuthonista.

## Utilisation
Le ꭔ est utilisé dans le Sprachatlas von Bayerisch-Schwaben (de), dirigé par Werner König (de), pour représenter une consonne fricative palatale sourde, appelée ich-Laut, (notée [ç] avec l’alphabet phonétique international), sa forme voisée étant notée avec ꭓ.
Le ꭔ est aussi utilisé dans la transcription Teuthonista du Tiroler Dialektarchiv, par exemple dans la transcription phonétique du dialecte de Kappl de schpaakåschte (Holzstoß, « tas de bois »), špākꭔǫʃ̌tə.

## Représentations informatiques
Le chi rond inférieur droit peut être représenté avec les caractères Unicode (Latin étendu E) suivants :
| formes    | représentations | chaînes de caractères | points de code | descriptions                                     |
| --------- | --------------- | --------------------- | -------------- | ------------------------------------------------ |
| minuscule | ꭔ               | ꭔ                     | U+AB54         | lettre minuscule latine chi rond inférieur droit |